# Schwarzenfeld

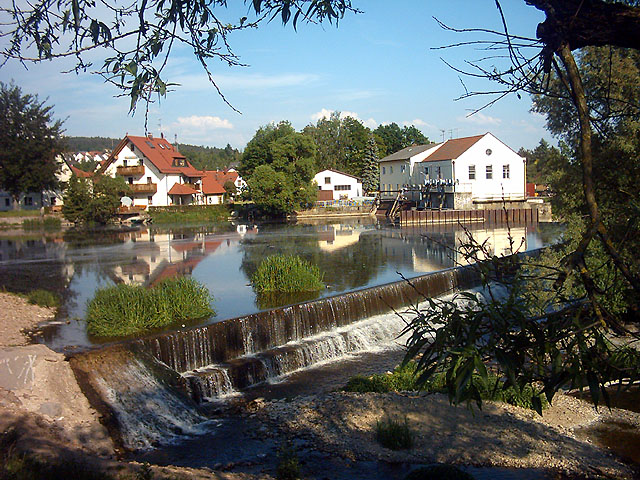
Schwarzenfeld

Schwarzenfeld este o comună-târg din districtul  Schwandorf, regiunea administrativă Palatinatul Superior, landul Bavaria, Germania.